# 西成警察署
西成警察署（にしなりけいさつしょ）は、大阪府警察が管轄する警察署の一つである。管轄区域は大阪市西成区で、管内にはあいりん地区（釜ヶ崎 / 山谷・寿町と並ぶ日本三大寄せ場）が存在し、このエリアを中心として治安悪化が常態化している。府内有数の大規模警察署であり、署長は警視正が就く。

## 所在地・最寄り駅
- 大阪府大阪市西成区萩之茶屋二丁目4番2号
  - 萩ノ茶屋駅（約220 m） - 南海電鉄高野線[5]
  - 今池停留場（約110 m） - 阪堺電気軌道阪堺線[5]
  - 動物園前駅（約590 m） - 大阪市高速電気軌道 (Osaka Metro) 堺筋線・御堂筋線[5]
  - 新今宮駅（約550 m） - JR西日本（大阪環状線・関西本線〈大和路線〉）・南海電鉄（南海本線・高野線）[5]

## 沿革
- 1919年（大正8年）4月21日 - 住吉警察署から分離し、今宮警察署として創設[1]。
- 1943年（昭和18年）1月21日 - 西成警察署に改称[1]。
- 1945年（昭和20年）3月14日 - 大阪大空襲により庁舎が被災[1]。このため、1946年（昭和21年）5月16日には庁舎を現在地の西成区萩之茶屋（当時の地名：西成区海道町）へ移転[1]。
- 1948年（昭和23年）3月7日 - 警察法施行により大阪市西成警察署となる[1]。
- 1955年（昭和30年）7月1日 - 府市警察統合により大阪府西成警察署となる[1]。

## 交番
- 岸里南交番 - 大阪市西成区岸里三丁目4番16号[6]
- 北門交番 - 大阪市西成区山王一丁目11番2号[6]
- 千本交番 - 大阪市西成区千本南二丁目14番32号[6]
- 太子交番 - 大阪市西成区太子一丁目1番21号[6]
- 玉出交番 - 大阪市西成区玉出中一丁目16番3号[6]
- 鶴見橋交番 - 大阪市西成区鶴見橋三丁目9番18号[6]
- 天下茶屋交番 - 大阪市西成区岸里一丁目1番5号[6]
- 天下茶屋北交番 - 大阪市西成区天下茶屋一丁目17番6号[6]
- 飛田交番 - 大阪市西成区山王三丁目19番12号[6]
- 中津守交番 - 大阪市西成区津守三丁目1番67号[6]
- 萩之茶屋交番 - 大阪市西成区花園北二丁目8番5号[6]
- 南開交番 - 大阪市西成区南開一丁目7番15号[6]

## 釜ヶ崎との関係
現在の庁舎は1995年（平成7年）8月に完成したが、その物々しい外観・頑健なつくりから「要塞」と形容されることがある。管轄内の釜ヶ崎（あいりん地区）では、日雇い労働者などによる暴動がしばしば起こることから、西成署は周囲を高い柵や鉄格子で取り囲み、門は鉄製で常に警杖を保持した警察官が門番に立ち、警備を固めている。
あいりん地区においては、多くの110番通報がなされ、住民と奮闘する警察官がよく見かけられる。

## 管内で発生した主な事件
- 西成区覚醒剤中毒者7人殺傷事件 - 1982年（昭和57年）2月7日に山王三丁目で発生[9]
- 大阪市西成区内の飲食店における店主に対する殺人事件（未解決事件） - 2012年（平成24年）4月23日に萩之茶屋3丁目3番24号の飲食店で発生[10]